# Soroksár SC
Az 1999-ben alapított Soroksár SC egy budapesti magyar labdarúgócsapat, mely utódja az 1933–1934-es magyar labdarúgókupa kupagyőzelmet szerző Soroksári AC-nak . Jelenleg a NB II-ben szerepel. Legjobb eredménye eddig a 4. helyezés volt az Magyar labdarúgó-bajnokság (másodosztály) 2016/2017-ben.

## Klub nevei
- Soroksári Torna Egyesület (1999. február 23.)

## Keret

### Jelenlegi keret
2024. február 28. szerint.
A vastaggal jelzett játékosok felnőtt válogatottsággal rendelkeznek.
A dőlttel jelzett játékosok kölcsönben szerepelnek a klubnál.
*Kooperációs szerződéssel játszik a Ferencváros csapatától.
| Mezszám       | Név                   | Nemzetiség       | Születési hely   | Születési idő (kor)            | Korábbi csapat           | Érték (€) | Szerződés lejárta |
| Kapusok       | Kapusok               | Kapusok          | Kapusok          | Kapusok                        | Kapusok                  | Kapusok   | Kapusok           |
| ------------- | --------------------- | ---------------- | ---------------- | ------------------------------ | ------------------------ | --------- | ----------------- |
| 1             | Apró Máté             | magyar           | Dunaharaszti     | 2006. szeptember 23. (18 éves) | Utánpótlásból került fel | -         | Nem publikus      |
| 31            | Holczer Ádám          | magyar           | Ajka             | 1988. március 28. (36 éves)    | Tiszakécskei LC          | 50 000    | 2024.06.30.       |
| 32            | Mergl Szabolcs*       | magyar           | Budapest         | 2004. február 17. (21 éves)    | Ferencvárosi TC II       | 100 000   | 2024.06.30.       |
| Védők         |                       |                  |                  |                                |                          |           |                   |
| 4             | Kékesi Alexander      | magyar           | Budapest         | 1994. április 6. (30 éves)     | Budaörsi SC              | 100 000   | 2024.06.30.       |
| 5             | Kaján Norbert*        | magyar           | Budapest         | 2004. szeptember 11. (20 éves) | Ferencvárosi TC II       | 100 000   | 2024.06.30.       |
| 6             | Németh Erik           | magyar           | Zalaegerszeg     | 2000. június 1. (24 éves)      | Zalaegerszegi TE FC      | 125 000   | Nem publikus      |
| 12            | Pintér Dominik        | magyar           | Budapest         | 1994. június 12. (30 éves)     | Budaörsi SC              | 75 000    | 2024.06.30.       |
| 14            | Shadirac Chyreme Say* | Ghána            | Accra            | 2004. április 23. (20 éves)    | Ferencvárosi TC II       | -         | 2024.06.30.       |
| 15            | Vági András           | magyar           | Budapest         | 1988. december 25. (36 éves)   | Mezőkövesd Zsóry FC      | 25 000    | 2024.06.30.       |
| 23            | Króner Martin         | magyar           | Budapest         | 1993. július 10. (31 éves)     | Pécsi Mecsek FC          | 150 000   | 2024.06.30.       |
| 77            | Vincze Ádám           | magyar           | Győr             | 2000. december 13. (24 éves)   | Győri ETO FC             | 75 000    | Nem publikus      |
| Középpályások |                       |                  |                  |                                |                          |           |                   |
| 7             | Katona Máté           | magyar           | Sopron           | 1997. június 22. (27 éves)     | Ferencvárosi TC          | 250 000   | 2024.06.30.       |
| 11            | Köböl Krisztián       | magyar           | Budapest         | 2001. július 4. (23 éves)      | III. Kerületi TVE        | 75 000    | Nem publikus      |
| 19            | Stefan Varga          | szlovák · magyar | Dunaszerdahely   | 2003. február 10. (22 éves)    | Ferencvárosi TC II       | 75 000    | 2024.06.30.       |
| 24            | Tóth Alex*            | magyar           | Budapest         | 2005. október 23. (19 éves)    | Ferencvárosi TC II       | -         | 2024.06.30.       |
| 27            | Sipos Zoltán          | magyar           | Hódmezővásárhely | 2001. március 7. (24 éves)     | Szombathelyi Haladás     | 100 000   | Nem publikus      |
| 29            | Korozmán Kevin        | magyar           | Budapest         | 1997. március 2. (28 éves)     | MTK Budapest FC          | 75 000    | Nem publikus      |
| 38            | Vass Ádám             | magyar           | Kápolnásnyék     | 1988. szeptember 9. (36 éves)  | Gyirmót FC Győr          | 75 000    | 2025.06.30.       |
| 97            | Hajdú Roland          | magyar           | Budapest         | 2002. május 24. (22 éves)      | Ferencvárosi TC II       | 150 000   | Nem publikus      |
| Csatárok      |                       |                  |                  |                                |                          |           |                   |
| 8             | Dobos Áron            | magyar           | Dunaújváros      | 2000. június 8. (24 éves)      | Szeged-Csanád GA         | 75 000    | Nem publikus      |
| 10            | Gálfi Zoltán          | magyar           | Veszprém         | 2000. január 11. (25 éves)     | VLS Veszprém             | 75 000    | 2024.06.30.       |
| 20            | Lovrencsics Balázs    | magyar           | Szolnok          | 1991. augusztus 30. (33 éves)  | Győri ETO FC             | 125 000   | 2025.06.30.       |
| 22            | Borbély Bence         | magyar           | Budapest         | 2000. május 10. (24 éves)      | III. Kerületi TVE        | -         | Nem publikus      |
| 68            | Varga Zétény*         | magyar           | Budapest         | 2006. július 17. (18 éves)     | Ferencvárosi TC II       | 25 000    | 2024.06.30.       |
| 76            | Dragóner Filip        | magyar           | Budapest         | 1998. március 12. (27 éves)    | FC Ajka                  | 75 000    | Nem publikus      |

## Szakmai stáb
2022. június 7. szerint.
| Ügyvezető    | Vezetőedző    | Másodedző         | Erőnléti edző | Kapusedző   | Masszőr        | Masszőr    | Gyógytornász | Technikai vezető | Technikai vezető |
| ------------ | ------------- | ----------------- | ------------- | ----------- | -------------- | ---------- | ------------ | ---------------- | ---------------- |
| Szűcs Mihály | Lipcsei Péter | Dejan Milovanović | Tímár Ádám    | Végh Zoltán | Késmárky Bence | Tóth Tamás | Szabó Csaba  | Kovács Mihály    | Vass Zsolt       |

## Külső hivatkozások
- Adatok a magyarfutball.hu honlapján
- Nem hivatalos szurkolói honlap Archiválva 2012. június 22-i dátummal a Wayback Machine-ben